# Beni Douala
Beni Douala è un comune dell'Algeria, situato nella provincia di Tizi Ouzou.